# Odprto prvenstvo Francije 2016
Odprto prvenstvo Francije 2016 je sto petnajsti teniški turnir za Grand Slam, ki je med 22. majem in 5. junijem 2016 potekal v Parizu.

## Moški posamično
Novak Đoković :   Andy Murray, 3–6, 6–1, 6–2, 6–4

## Ženske posamično
Garbiñe Muguruza :   Serena Williams, 7–5, 6–4

## Moške dvojice
Feliciano López /  Marc López  :   Bob Bryan  /  Mike Bryan, 6–4, 6–7(6–8), 6–3

## Ženske dvojice
Caroline Garcia /  Kristina Mladenovic :   Jekaterina Makarova /  Jelena Vesnina, 6–3, 2–6, 6–4

## Mešane dvojice
Martina Hingis  /  Leander Paes  :   Sania Mirza /  Ivan Dodig, 4–6, 6–4, [10–8]